# Том Конти
Томасо Антонио Конти (енгл. Tommaso Antonio Conti; Пејсли, 22. новембар 1941), је шкотско енглески позоришни, филмски и ТВ глумац.
Том Конти такође има велико искуство на телевизији. Глумио је у телевизијским верзијама Блејзинг Прајзес Фредерика Рафаела и Норманска освајања Алана Ејкборна. У мини серији Мадам Бовари (Велика Британија) из 1975. играо је мужа главног јунакиње.
Конти се појавио у епизоди Принцеза на зрну грашка дечје телевизијске серије Фејри Тејл Театар, имао је мале улоге у ТВ серијама Пријатељи и Косби, а појавио се и у серији реклама за аутомобиле са Најџелом Хоторном средином 1990-их.
Поред тога, Том Конти је такође глумио у филмовима. Његова филмографија укључује филмове као што су Дуелисти, "Срећан Божић, господине Лоренс", Рубен, Рубен, Цена издаје и други.
Контијева књига Доктор, о бившем пилоту специјалних снага, објављена је 2004. године.